# Johnstone Lake
Johnstone Lake är en sjö i Antarktis. Den ligger i Östantarktis. Australien gör anspråk på området. Johnstone Lake ligger 69 meter över havet.